# جوني بود
جوني بود (بالإنجليزية: Johnny Budd) هو لاعب كرة قدم أمريكية أمريكي، ولد في 14 يناير 1899 في نيوتن في الولايات المتحدة، وتوفي في 26 ديسمبر 1963.

## وصلات خارجية
- جوني بود على موقع مرجع كرة القدم المحترفة.كوم (الإنجليزية)